# Aberdeengade
Aberdeengade er en gade i Århusgadekvarteret i Nordhavnen i København, der ligger mellem Sandkaj og Trelleborggade. Gaden er opkaldt efter den skotske havneby Aberdeen. Gaden blev etableret sammen med bebyggelsen omkring den i 2014-2017.

## Historie og bebyggelse
Gaden ligger ligesom resten af Århusgadekvarteret i et område, der indtil 2014 var en del af Københavns Frihavn med begrænset adgang for offentligheden. I denne del af området mellem Trelleborggade, dengang Redhavnsvej, og Sandkaj, lå der endnu lagerbygninger i 2012, men de blev efterfølgende fjernet. Bortset fra den i 1990'erne forsvundne Stålvej var der ingen veje på tværs her.
I forbindelse med kvarteret ophør som frihavn var det imidlertid blevet besluttet at omdanne det til en ny bydel med boliger og erhverv. Det medførte blandt andet anlæg af flere nye gader, heriblandt fire i denne del af området med nye boligblokke og karreer imellem. Københavns Kommunes Vejnavnenævnet ønskede at følge traditionen med at give gadenavne efter et bestemt tema, i dette tilfælde internationale havnebyer, hvilket for de fire gader her ville resultere i navnene Aberdeengade, Karlskronagade, Ystadgade og Bordeauxgade. Indstillingen blev godkendt på Teknik- og Miljøudvalgets møde 21 januar 2014 med virkning fra 1. marts 2014, hvor de nye gadenavne trådte i kraft. I praksis eksisterede gaderne dog knap nok i virkeligheden på det tidspunkt, men der blev sat gang i arbejdet med dem, alt imens det nye byggeri skød op omkring dem.
På den vestlige side af Aberdeengade opførte NREP en boligblok efter tegninger af E+N Arkitektur i 2014-2016. Ejendommens udformning er inspireret af siloanlægget De fem søstre på Aarhus Havn. På den østlige side opførte Stubkjær Invest ligeledes en boligkarre efter tegninger af Mangor & Nagel Arkitektfirma i 2014-2016. De to bebyggelser har begge en side, der vender ud mod Sandkaj med udsigt over Nordbassinet til Marmormolen. I modsætning til de øvrige bygninger langs Sandkaj har de dog ingen navne.
På hjørnet af Trelleborggade, foran NREP's boligblok, er det planen at anlægge en mindre plads ved navn Tingstedet. Pladsen bliver udformet med et træ i midten og flere bede med græs og stenklodser til brug som bænke spredt rundt om. Arbejdet med pladsen forventes igangsat i 2020 efter at være blevet udskudt på grund af byggeaktivitet i området.